# Le Faubourg
Pour les articles homonymes, voir The Patriot.
Pour plus de détails, voir Fiche technique et Distribution.
Le Faubourg (en russe : Окраина, Okraïna) est un film soviétique réalisé par Boris Barnet, sorti en 1933. Il a obtenu un prix au festival de Venise en 1934.

## Synopsis
L'histoire se passe pendant la Première Guerre mondiale et constitue selon la critique de l'époque un film aux accents pacifistes. De modestes provinciaux de Russie sont jetés dans les troubles de la guerre. La jeunesse patriotique quitte la petite ville pour le front, tandis que des prisonniers allemands arrivent. La population commence à comprendre qu'elle n'a pas besoin de cette guerre.

## Fiche technique
- Titre : Le Faubourg[2]
- Titre original : Окраина (Okraïna)
- Réalisation : Boris Barnet
- Scénario : Boris Barnet et Konstantin Finn d'après sa nouvelle
- Musique : Sergueï Vassilenko
- Photographie : Mikhaïl Kirillov et Andreï Spiridonov
- Son : Leonid Obolenski
- Compositeur : Sergueï Vassilenko
- Pays de production :  Union soviétique
- Format : Noir et blanc - Mono
- Genre : film de guerre
- Durée : 98 minutes
- Date de sortie : 1933

## Distribution
- Alexandre Tchistiakov : Piotr Ivanovitch Kadkine
- Sergueï Komarov : Alexandre Petrovitch Grechine
- Elena Kouzmina : Manka Grechina
- Nikolaï Bogolioubov : Nikolaï Kadkine
- Nikolaï Krioutchkov : Senka Kadkine
- Hans Klering : Mueller, le prisonnier de guerre allemand
- Mikhaïl Jarov : Kraïevitch, un étudiant
- Vladimir Ouralski : Smeltchakov, le cocher
- Mikhaïl Yanchine : soldat
- Andreï Faït : le prisonnier de guerre allemand
- Aleksandr Joukov : agent de police

## Autour du film
- Okraïna (Le Faubourg) est le film le plus célèbre de Boris Barnet et l'un des premiers films parlants soviétiques. Son opérateur du son était Leonid Obolenski et son travail fut remarquable. « Il créa intuitivement, avec Barnet, une complexe et suggestive polyphonie. De nos jours encore, nous sommes frappés par les sonorités extraordinairement concrètes du film - le bruit sec des sabots, le crépitement assourdissant des mitrailleuses, le hurlement de la locomotive, le fracas intolérable des obus, les cris, les piétinements innombrables. » (M. Kuchnirov, Sovetski ekran). Si le film porte l'empreinte du cinéma muet, il préfigure cependant l'ère du « cinéma prosaïque » : « il est saturé de détails, de signes précis de l'époque, de caractères vivants et reconnaissables (…). » (M. Kuchnirov)[réf. nécessaire].
- Selon Jacques Lourcelles, ces qualités permettent au film de « donner à voir comment on vivait et comment on mourait à l'époque et la part d'idéal (ou d'illusion lyrique) mêlée aux gestes les plus quotidiens des personnages. » Puis, il ajoute : « On reprocha à Okraïna, lors de sa sortie en Russie, son absence de parti pris idéologique, son lyrisme, sa volonté de présenter des personnages issus de toutes les couches de la société sans privilégier les seuls ouvriers (…) » (in : Dictionnaire du cinéma - Les films, Robert Laffont[3]).
- Serge Daney considère, pour sa part, qu'Okraïna est l'un des meilleurs films consacrés à la vie quotidienne en Russie pré-révolutionnaire. Barnet, affirme-t-il, « procède par notations elliptiques, avec un sens de l'implicite et une grande précision dans des effets comiques » dignes du burlesque. (in : Dictionnaire des films, Éditions Larousse). On a pu évoquer l'art de Tchekhov à propos de ce film, poursuit-il, « où le goût des personnages pour le bonheur l'emporte sur le manichéisme du "typage". »
- « Dans la structure d'Okraïna, il y a quelque chose de Tchekhov et de son théâtre, avec une action à développement intérieur et une action extérieure. Un grand rôle y est tenu par tout ce qui est sous les paroles : les émotions dissimulées ou réprimées, les pauses ou les sous-entendus, les circonstances et l'atmosphère des événements, la combinaison du comique et du dramatique, tout cela conférant à l'ensemble un profond rythme intérieur », estimait, effectivement, le critique russe N. Lebedev (cité par Jay Leyda[4]).